# باشگاه فوتبال راپید وین
باشگاه فوتبال راپیدوین  (به آلمانی: Rapid Wien) تلفظ:راپید وین(بر وزن چین) باشگاه فوتبال اتریشی است که در شهر وین قرار دارد و هم‌اکنون در بوندس‌لیگا اتریش بازی می‌کند. این باشگاه در سال ‌۱۸۹۹ (میلادی) تأسیس شده است. فرهاد مجیدی و مهدی پاشازاده و احسان راستی از بازیکنان سابق این باشگاه هستند.تیم فوتبال راپیدوین با ۳۲ قهرمانی در لیگ موسوم به بوندسلیگا اتریش پر افتخارترین باشگاه فوتبال در کشور اتریش است.

## بازیکنان ایرانی
- مهدی پاشازاده